# Siporkas
Siporkas is een bestuurslaag in het regentschap Simalungun van de provincie Noord-Sumatra, Indonesië. Siporkas telt 1707 inwoners (volkstelling 2010).